# بولين فيليسيت دي ميللي-نيسل
بولين فيليسيت دي ميللي-نيسل (1712 - 1741) كانت الثانية من بين خمس شقيقات، أربع منهن سيصبحن عشيقات للملك لويس الخامس عشر ملك فرنسا. كانت عشيقته بين عامي 1739 و1741.